# Elmar Qasımov
Elmar İlqar oğlu Qasımov (ur. 2 listopada 1990) – azerski judoka. Dwukrotny olimpijczyk. Srebrny medalista z Rio de Janiero 2016 i siódmy w Londynie 2012. Walczył w wadze półciężkiej.
Brązowy medalista mistrzostw świata w 2017; piąty w 2009 i 2019; siódmy w 2010; uczestnik zawodów w 2011, 2013, 2014, 2015, 2018, 2021. Startował w Pucharze Świata w latach 2007, 2010–2012, 2017 i 2018. Wicemistrz Europy w 2014 i trzeci w 2012. Wicemistrz igrzysk solidarności islamskiej w 2017 i 2021. Trzeci na igrzyskach Europejskich w 2019, a także na igrzyskach wojskowych w 2015 roku.

## Letnie Igrzyska Olimpijskie 2012
| Konkurencja | Eliminacje           | Eliminacje               | Eliminacje            | Repasaże                  | Klas. końcowa |
| Konkurencja | Przeciwnik I         | Przeciwnik II            | 1/4                   | Przeciwnik I              | Miejsce       |
| ----------- | -------------------- | ------------------------ | --------------------- | ------------------------- | ------------- |
| 100 kg      | Maksim Rakow (KAZ) Z | Lewan Żorżoliani (GEO) Z | Hwang Hee-tae (KOR) P | Ramziddin Sayidov (UZB) P | 7.            |

## Letnie Igrzyska Olimpijskie 2016
| Konkurencja | Eliminacje                | Eliminacje             | Eliminacje              | Finały                  | Finały                | Klas. końcowa |
| Konkurencja | Przeciwnik I              | Przeciwnik II          | 1/4                     | Półfinał                | Finał                 | Miejsce       |
| ----------- | ------------------------- | ---------------------- | ----------------------- | ----------------------- | --------------------- | ------------- |
| 100 kg      | Tagir Chajbułajew (RUS) Z | Iljas Bu Jakub (ALG) Z | Ramadan Darwish (EGY) Z | Artem Błoszenko (UKR) Z | Lukáš Krpálek (CZE) P | 2.            |